# Blažo Đukanović
Blažo Đukanović (em sérvio:  Блажо Ђукановић; Lukovo, 26 de novembro de 1883 – Mosteiro de Ostrog, 21 de outubro de 1943) foi um general de brigada sérvio-montenegrino Chetnik e líder político no Estado Independente do Montenegro.  

## Biografia
Blažo Đukanović nasceu em 26 de novembro de 1883 em Lukovo, Nikšić. Đukanović completou o ginásio e sua educação universitária na Rússia. 

## Segunda Guerra Mundial
Tornou-se o Bano da Banovina de Zeta em 1941, até à dissolução do Reino da Iugoslávia. Em 1941, ele foi eleito comandante de todas as forças Chetnik em Montenegro, e o general local Bajo Stanišić o reconheceu como porta-voz oficial dos Chetniks montenegrinos. Como líder dos chetniks montenegrinos, em 24 de julho de 1942 ele assinou um acordo com o exército italiano representado pelo general Pirzio Biroli, pelo qual se tornou o chefe do Comitê Nacionalista Central (CNC), que também incluía as forças  Zelenaši. Este cargo fez dele o líder de facto de Montenegro e ele o manteve até 19 de outubro de 1943, próximo à data de sua morte.  De 9 a 21 de outubro de 1942, o general Đukanović visitou as cidades montenegrinas para melhorar a cooperação entre os ocupantes italianos e a administração cívica local.  Os membros Zelenaši do CNC liderados por Voja Nenadić queriam limitar a influência pró-Chetnik de Đukanović. A facção de Nenadić ganhou a maioria no CNC, no entanto, com grande ajuda de Draža Mihailović e Pavle Đurišić, Đukanović permaneceu como chefe do CNC. 

## Morte
Đukanović foi atacado por guerrilheiros iugoslavos em seu quartel-general no Mosteiro de Ostrog em outubro de 1943. Por fim, ele foi capturado e fuzilado junto com Jovan Tošković nas muralhas de Ostrog em 21 de outubro de 1943. 